# Ramonda
Ramonda é um género botânico pertencente à família Gesneriaceae.

## Sinonímia
Chaixia, Myconia

## Espécies
- Ramonda cyceum
- Ramonda heldreichii
- Ramonda myconi
- Ramonda nathaliae
- Ramonda pyrenaica
- Ramonda regis-ferdinandi
- Ramonda serbica